# Gösta Nyström (läkare)
Gösta Werner Alvar Nyström, född den 31 mars 1899 i Eksjö, död den 13 april 1978 i Vallentuna församling, Stockholms län, var en svensk läkare. Han var son till John Nyström och far till Hans Nyström.
Nyström avlade studentexamen vid Jönköpings högre allmänna läroverk 1917, medicine kandidatexamen vid Uppsala universitet 1922 och medicine licentiatexamen vid Karolinska institutet i Stockholm 1927. Han var assistentläkare vid kirurgiska avdelningen på Sankt Eriks sjukhus 1927, extra läkare och underläkare vid medicinska avdelningen på Jönköpings lasarett 1928–1931, på Växjö lasarett 1931–1933, tillförordnad stadsläkare i Eksjö och läkare på Eksjö epidemisjukhus 1926–1930, stadsdistriktsläkare i Jönköping 1933–1935, förste stadsläkare där 1935–1964 samt praktiserande läkare från 1965. Nyström var därjämte bataljonsläkare i Fältläkarkårens reserv från 1927 och civilförsvarsläkare från 1948. Han var ordförande i Jönköpings hälsovårdsnämnd 1944–1963. Nyström publicerade skrifter i medicin och socialhygien. Han blev riddare av Nordstjärneorden 1962.